# Cleome bicolor
Cleome bicolor là một loài thực vật có hoa trong họ Màng màng. Loài này được Gardner mô tả khoa học đầu tiên năm 1843.